# Takashi Akita
Takashi Akita (秋田貴志?, Akita Takashi; Kanagawa, 2 febbraio 1974) è un pilota motociclistico giapponese.

## Carriera
Ha gareggiato perlopiù nelle gare nazionali giapponesi dove, nel 1997 ha conquistato il titolo nazionale della classe 125.
Per quanto riguarda le competizioni del motomondiale, ha corso un solo Gran Premio, nel 1998 nella classe 125, quale wild card nel GP del Giappone a bordo di una Yamaha, andando a punti con il suo 9º posto e ottenendo il 24º posto nella classifica finale della stagione.

## Risultati nel motomondiale
| 1998 | Classe | Moto   |   |  |  |  |  |  |  |  |  |  |  |  |  |  |  | Punti | Pos. |
| ---- | ------ | ------ | - |  |  |  |  |  |  |  |  |  |  |  |  |  |  | ----- | ---- |
| 1998 | 125    | Yamaha | 9 |  |  |  |  |  |  |  |  |  |  |  |  |  |  | 7     | 24º  |

| Legenda | 1º posto        | 2º posto            | 3º posto            | A punti      | Senza punti        | Grassetto – Pole position Corsivo – Giro più veloce |
| Legenda | Gara non valida | Non qual./Non part. | Ritirato/Non class. | Squalificato | '-' Dato non disp. | Grassetto – Pole position Corsivo – Giro più veloce |